# Негасимое пламя
Негасимое пламя — советский двухсерийный чёрно-белый художественный фильм, снятый в 1964 году режиссёром Ефимом Дзиганом на киностудии «Мосфильм».
Премьера фильма состоялась 7 декабря 1964 года.

## Сюжет
Бывший политзаключенный, в поисках сына через почти 25 лет со дня его рождения приезжает в места, где он отбывал заключение.
Фильм заставляет задуматься о настоящей любви, о верности, о чувстве долга, о преданности на всю жизнь.

## В ролях
- Николай Волков — Фёдор Ильич Караваев
- Элина Быстрицкая — Глаша
- Людмила Крылова —
- Оксана Левинсон — Вика
- Софья Фадеева — мать
- Никита Подгорный — Корольков
- Борис Зубов — Алексей Рублёв
- Виктор Чекмарёв — Придорогин
- Георгий Оболенский  — Виталий Мартынов
- Михаил Орлов — Николай Камынин
- Анатолий Юшко — Сетевой
- Николай Сморчков — Локоток
- Борис Буткеев — Булавин
- Владимир Покровский — ювелир
- Станислав Чекан — Пивохлёб
- Елена Вольская — жена Пивохлёба
- Феликс Яворский — доктор
- Константин Вощиков — капитан
- Василий Кульзбеков — Григорий Чайкин, начальник участка
- Борис Пясецкий — Савелий Конович
- Нина Полухина — женщина на реке
- Николай Дупак — следователь
- Юрий Горохов — эпизод
- Юрий Назаров — строитель
- Наталья Рудная  — Аннушка
- Инга Будкевич — строитель
- Алёша Загорский  — Стёпа
- Вероника Бужинская — машинистка (нет в титрах)
- Любовь Калюжная — пассажирка теплохода (нет в титрах)
- Николай Погодин — пассажир (нет в титрах)
- Константин Северный — пассажир (нет в титрах)
- Михаил Семенихин — пассажир (нет в титрах)
- Николай Симкин — пассажир (нет в титрах)
- Владимир Ферапонтов — пассажир (нет в титрах)
- Александра Харитонова  — пассажирка (нет в титрах)
- Пётр Кирюткин — буфетчик (нет в титрах)
- Фёдор Селезнёв — заключённый

## Съёмочная группа
- Режиссёр — Ефим Дзиган
- Сценаристы: Георгий Березко
- Операторы — Валентин Павлов, Николай Большаков
- Художники: Евгений Серганов
- Композитор — Карэн Хачатурян
- Звукорежиссёр — Лев Трахтенберг
- Помощник режиссёра — Л. Садикова
- Ассистент режиссёра — Е. Зильберштейн
- Монтаж — М. Кузьмина
- Художник по костюмам — Л. Кусакова
- Грим — М. Агафонова
- Редактор — Михаил Папава